# A Igreja de Jesus Cristo dos Santos dos Últimos Dias no Cazaquistão
A Igreja de Jesus Cristo dos Santos dos Últimos Dias no Cazaquistão refere-se aos fatos históricos e o desenvolvimento desta denominação religiosa no Cazaquistão, país asiático da Ásia Central.   

## História
Os primeiros Santos dos Últimos Dias (SUDs) no Cazaquistão foram Russell Backus e Margaret Backus, um casal norte-americano que trabalhavam em Almaty. O casal passou a realizar reuniões frequentes em sua casa no final de 1997, onde conversavam a respeito da fé cristã, voltada para o mormonismo. Em 1998, outras famílias SUDs mudaram-se para Almaty, onde formaram uma congregação de A Igreja de Jesus Cristo dos Santos dos Últimos Dias na cidade. A primeira pessoa de origem cazaque convertida para o mormonismo foi Jazigul Tugelbaeva, uma mulher que aprendeu sobre a Igreja mórmon e seus membros que viviam em Almaty. Jazigul converteu-se oficialmente em novembro de 1999, e Igreja de Jesus Cristo dos Santos dos Últimos Dias recebeu o reconhecimento oficial do governo do país em dezembro de 2000.
Sete meses após o reconhecimento do governo à religião, o primeiro ramo da Igreja no país foi criado em Almaty, em 29 de julho de 2001. Barry A. Baker e Tamara H. Baker foram os primeiros missionários mórmons enviados para o Cazaquistão. Representando a igreja SUD, o Bakers empreenderam projetos em hospitais e orfanatos, desde a ajuda às vítimas do terremoto de maio de 2003, até trabalhos em outras instituições de caridade organizadas no país.

## Atualidade
Atualmente, vivem 240 mórmons no Cazaquistão, quase todos concentrados em Almaty, a maior cidade do país. O Cazaquistão possui 1 única congregação (em Almaty). Não há ainda templos mórmons no país, sendo que os membros da igreja residentes na nação frequentam o Templo de Taipé ou o Templo de Hong Kong, ambos na República Popular da China, ou o Templo de Kiev, na Ucrânia.